# Phegopteris propinqua
Phegopteris propinqua là một loài dương xỉ trong họ Thelypteridaceae. Loài này được F mô tả khoa học đầu tiên năm 1869.
Danh pháp khoa học của loài này chưa được làm sáng tỏ. 